# System Global Area
Nos sistemas de gerenciamento de banco de dados desenvolvidos pela Oracle Corporation, a System Global Area (SGA), em português Área Global do Sistema, forma a parte da memória (RAM) do sistema compartilhada por todos os processos pertencentes a uma única instância do banco de dados Oracle. Esta memória é dividida em várias outras áreas de memória que cada instância do banco de dados ocupa no SGA. A SGA contem todas as informações necessárias para a operação da instância.

## Componentes
Em geral, o SGA consiste do seguinte:
- cache de dicionário: informações sobre tabelas de dicionário de dados, como informações sobre conta, arquivo de dados, segmento, extensão, tabela e privilégios
- buffer de log redo: contem informações sobre transações comitadas que o banco de dados ainda não escreveu nos arquivos de log redo online
- o buffer_cache ou "cache buffer de banco de dados": armazena cópias de blocos de dados lidos de arquivos de dados[4]
- pool compartilhado, o cache de declarações SQL analisadas sintaticamente comumente usadas, bem como o cache de dicionário de dados contendo tabelas, visões e triggers
- pool Java, para análise sintática de declarações Java
- pool amplo (incluindo a User Global Area (UGA), em português Área Global de Usuário)

## Configuração
A partir da versão 10g do Banco de dados Oracle, o Gerenciamento Automático de Memória (Automatic Memory Management - AMM) passou a permitir a configuração dinâmica e simplificada do SGA.